# 世界に誇る50人の日本人 成功の遺伝史
『成功の遺伝史』（せいこうのいでんし）は、日本テレビ系列で2013年から不定期に放送されている特別番組（ドキュメンタリーバラエティ番組）。1回目のみ『世界に誇る50人の日本人 成功の遺伝史』というタイトルだった。

## 内容
様々な分野で成功を収めた人物が、それまでの過程で影響を受けた物事や人物を取材し、「成功の遺伝史」として取りあげていく教養番組。

## 放送日時
第1回：世界に誇る50人の日本人 成功の遺伝史
2013年12月30日 18:30 - 22:54
「日本テレビ開局60年特別番組」として放送。
第2回：成功の遺伝史2〜日本が世界に誇る30人〜
2015年2月16日 19:56 - 22:54
第3回：成功の遺伝史3〜世界に誇る日本人30人〜
2016年2月22日 19:56 - 22:54
第4回：成功の遺伝史4
2017年3月6日 19:56 - 22:54
第5回：成功の遺伝史5
2018年3月5日 20:00 - 22:54
第6回：成功の遺伝史6
2019年3月4日 20:00 - 22:54
第7回：成功の遺伝史7
2020年3月2日 20:00 - 22:54

## 出演者

### 司会
- ビートたけし
- 上田晋也（くりぃむしちゅー）
（各回共通）

### スタジオゲスト
第1回
劇団ひとり・鈴木奈々・武田鉄矢・山岸舞彩・伊集院光・茂木健一郎
第2回
小山慶一郎（NEWS）・森星・吉川美代子・ロバート・キャンベル・伊集院光・後藤輝基（フットボールアワー）・鈴木奈々
第3回
劇団ひとり・小山慶一郎・博多華丸・大吉・比嘉愛未・藤田ニコル・吉川美代子
第4回
劇団ひとり・小山慶一郎・大島優子・博多大吉・りゅうちぇる
第5回
小山慶一郎・指原莉乃（当時AKB48・HKT48・STU48）・滝沢カレン・バカリズム・又吉直樹（ピース）
第6回
小山慶一郎・指原莉乃・バカリズム・古市憲寿
第7回
劇団ひとり・小山慶一郎・滝沢カレン

### スペシャルゲスト
第1回
安倍晋三（当時内閣総理大臣）・星野仙一（当時東北楽天ゴールデンイーグルス監督）・北島康介・荒川静香・米村でんじろう・Mr.マリック・HIDEBOH
第3回
青山テルマ・原晋
第4回
小池百合子（第20代目東京都知事）・さだまさし
第7回
浅田真央・綾小路きみまろ・炎鵬晃・フワちゃん・ミルクボーイ・山田涼介（Hey!Say!JUMP）・LiSA

## 著名人と成功の遺伝史
- ここでは、当番組で「世界に誇る50人の日本人」として挙げられた著名人と成功の遺伝史となった人物、作品を記載。[注 2]

第1回
| 「世界に誇る50人の日本人」として挙げられた著名人 | 成功の遺伝史となった人物、作品    |
| ------------------------------------------------ | --------------------------------- |
| イモトアヤコ                                     | 見城徹                            |
| 宮崎駿                                           | 中川李枝子                        |
| やなせたかし                                     | 手塚治虫                          |
| ふなっしー                                       | オジー・オズボーン                |
| 市川海老蔵 (11代目)                              | 中村勘三郎 (18代目)               |
| 香川真司                                         | 三浦知良                          |
| 星野仙一                                         | 宇野勝                            |
| 百田尚樹                                         | 黒澤明                            |
| 吉田沙保里                                       | 「超電子バイオマン」(レッドワン)  |
| 佐藤可士和                                       | マルセル・デュシャン              |
| 佐藤可士和                                       | ディック・ブルーナ                |
| 中村獅童                                         | 金子正次                          |
| 錦織圭                                           | 相田みつを                        |
| 安倍晋三                                         | 「ALWAYS 三丁目の夕日」           |
| 浅田真央                                         | 伊藤みどり                        |
| 林修                                             | 村上陽一郎                        |
| 篠山紀信                                         | 山口百恵                          |
| 篠山紀信                                         | 宮崎美子                          |
| 篠山紀信                                         | ジョン・レノン                    |
| 小泉進次郎                                       | 中村仲蔵                          |
| 立川志の輔                                       | 立川談志                          |
| 南淵明宏                                         | 「ブラック・ジャック」            |
| 手塚治虫                                         | 安澄権八郎                        |
| 羽生結弦                                         | 荒川静香                          |
| 荒川静香                                         | スミトモさん                      |
| 内村航平                                         | 「ガンバ!Fly high」主人公、藤巻駿 |
| アレッサンドロ・デル・ピエロ                     | 「キャプテン翼」                  |
| 高橋陽一                                         | 「巨人の星」                      |
| フランチェスカ・ピッチニーニ                     | 「アタックNo.1」                  |
| 北島康介                                         | 原辰徳                            |
| 原辰徳                                           | 藤田元司                          |
| 葉加瀬太郎                                       | イツァーク・パールマン            |
| 米村でんじろう                                   | Mr.マリック                       |
| 三浦知良                                         | ロベルト・リベリーノ              |
| 三浦知良                                         | タンクさん                        |
| 森田泰弘                                         | 糸川英夫                          |
| 川口淳一郎                                       | 糸川英夫                          |
| 糸川英夫                                         | 「風立ちぬ」堀越二郎              |
| ビートたけし                                     | 長嶋茂雄                          |
| 山岸舞彩                                         | 阿川佐和子                        |
| 茂木健一郎                                       | アインシュタイン                  |
| 茂木健一郎                                       | 小林忠盛                          |
| 劇団ひとり                                       | ビートたけし                      |
| 上田晋也                                         | ビートたけし                      |
| 朝井リョウ                                       | はやみねかおる                    |
| 大谷翔平                                         | 坂本龍馬                          |
| 山口裕子                                         | 柳川れい                          |
| 高橋智隆                                         | 加藤一郎                          |
| 加藤一郎                                         | 「鉄腕アトム」                    |
| HIDEBOH                                          | ビートたけし                      |
| マララ・ユスフザイ(特別枠)                       | ベナジル・ブット                  |

第2回
第3回
| 「世界に誇る30人の日本人」として挙げられた著名人 | 成功の遺伝史となった人物、作品 |
| ------------------------------------------------ | ------------------------------ |
| 岡田准一（V6）                                   | 緒形拳                         |
| 高橋由伸                                         | 水戸泉                         |
| 錦織圭                                           | リオネル・メッシ               |
| 寺田心                                           | 芦田愛菜                       |
| 芦田愛菜                                         | 今まで読んだことがある本       |
| 澤穂希                                           | 高倉麻子                       |
| Perfume                                          | MIKIKO                         |

第4回
| 「世界に誇る30人の日本人」として挙げられた著名人 | 成功の遺伝史となった人物、作品     |
| ------------------------------------------------ | ---------------------------------- |
| 大谷翔平                                         | スティーブ・ジョブズ               |
| miwa                                             | シンディ・ローパー                 |
| 羽生結弦                                         | 野村萬斎                           |
| ウラジーミル・プーチン                           | 嘉納治五郎                         |
| 高畑充希                                         | ピーター・パン                     |
| 平野美宇                                         | 松岡修造                           |
| 小池百合子                                       | サダト元大統領                     |
| 秋本治                                           | 望月三起也                         |
| 菅田将暉                                         | 青山真治                           |
| 三浦知良                                         | ゴラン・ユーリッチ（サッカー選手） |
| 五郎丸歩                                         | 三浦知良                           |
| 辻井伸行                                         | ヴァン・クライバーン               |
| さだまさし                                       | 永六輔                             |
| 渡辺直美                                         | コロッケ                           |
| 坂本勇人                                         | 阿部慎之助                         |
| 井山裕太                                         | イチロー                           |
| 内村航平                                         | 星陽輔                             |
| 伊調馨                                           | キュリー夫人                       |

第5回
| 著名人                 | 成功の遺伝史となった人物、作品                     |
| ---------------------- | -------------------------------------------------- |
| 坂上忍                 | 三木のり平                                         |
| HIKAKIN                | マリオ                                             |
| みやぞん（ANZEN漫才）  | ジャッキー・チェン                                 |
| 遠藤憲一               | みなもと太郎                                       |
| 飯田将太               | 伊藤雅俊（セブン&アイ・ホールディングス 名誉会長） |
| 小平奈緒               | マハトマ・ガンディー                               |
| 乃木坂46               | Seishiro（振付師）                                 |
| 山中伸弥               | 平尾誠二                                           |
| 羽生結弦               | 野村萬斎                                           |
| 村上茉愛               | 薬師丸ひろ子                                       |
| 原晋                   | 松岡修造                                           |
| 梅沢富美男             | 石ノ森章太郎（漫画家）                             |
| 川栄李奈               | 光石研                                             |
| 三浦知良               | ルパン三世                                         |
| 藤田菜七子             | リサ・オールプレス                                 |
| 張本智和               | 藤井聡太                                           |
| 小林久隆（がん研究者） | YOSHIKI（X JAPAN）                                 |
| 三浦大知               | 笑福亭鶴瓶                                         |
| 高梨沙羅               | イモトアヤコ                                       |
| 菅野智之               | 黒田博樹                                           |

第6回
| 著名人                 | 成功の遺伝史となった人物、作品   |
| ---------------------- | -------------------------------- |
| 大坂なおみ             | 大坂の母                         |
| 生田絵梨花（乃木坂46） | 市村正親                         |
| 中村朱美（起業家）     | 高田純次                         |
| 瀬戸内寂聴             | 本木雅弘                         |
| いきものがかり         | ゆず                             |
| Queen                  | ザ・ビートルズ                   |
| 貴乃花光司             | 山下泰裕（柔道家）               |
| 森保一                 | 西和男                           |
| 三浦知良               | 矢吹丈                           |
| くっきー               | シザーハンズ主人公エドワード     |
| 神田松之丞             | 立川談志                         |
| 堂安律                 | ファンタジスタのマルコ・クオーレ |
| 野村萬斎               | 黒澤明                           |
| 大迫傑                 | 井上雄彦（漫画家）               |

第7回
| 著名人              | 成功の遺伝史となった人物、作品 |
| ------------------- | ------------------------------ |
| LiSA                | 浅田真央                       |
| 渋野日向子          | 上野由岐子                     |
| 上野由岐子          | 有川ひろ（作家）               |
| 有川ひろ            | 浅田真央                       |
| 三浦知良            | キング・ペレ                   |
| 藤田菜七子          | 伊坂幸太郎                     |
| 伊坂幸太郎          | 斉藤和義                       |
| 斉藤和義            | 宇野誠一郎                     |
| 吉野彰              | 迷い道                         |
| リーチマイケル      | 細川たかしの曲                 |
| 細川たかし          | レイザーラモンRG               |
| レイザーラモンRG    | リーチマイケル                 |
| 隈研吾              | アルチュール・ランボー（詩人） |
| 芝野虎丸            | Little Glee Monster            |
| Little Glee Monster | 伊藤美誠                       |

## スタッフ
第7回時点
- 企画・総合演出：髙橋利之（第3回までは総合演出のみ）
- 構成：桜井慎一、橋本大介、鈴木浩介（橋本・鈴木→第3回-）
- TM：小椋敏宏（第4回-）
- SW：米田博之（第2回-）
- カメラ：中村佳央（第6回-）
- MIX：大島康彦（第6回-）
- VE（第5回-）：鈴木昭博（第5回-、第3,4回は調整）
- 照明：千葉雄（第5,7回）
- 編集：藤島大輔（第6回-）(ヌーベルアージュ)
- MA：元木綾美（第2,4回-）(ヌーベルアージュ)
- 美術：葛西剛太（第4回-）
- デザイン：平岡真穂
- マルチ：ジャパンテレビ
- 音効：高取謙
- TK：矢島由紀子（第7回）
- 協力(第7回)：ビクターエンタテインメント（第7回）
- 技術協力：NiTRO、ヌーベルバーグ、ヌーベルアージュ（アージュ→第3回-）
- 美術協力：日テレアート
- リサーチ：羽柴千晶、梶谷翔平、斉藤譲、中原祐（斉藤→第4回-、中原→第7回）
- 演出補：北原加歩、白井薫、河崎千佳子、井上恭輔、李世撛、立川春樹、室伏周平、鈴木美玲、田中萌絵、佐々木亮、安井英治、河野夏美、斉藤祐子、内藤真奈、橋本翔輝、可知学、海藤真奈美、梅田凌弥、伊藤泰助、廣岡大輝、小森香沙音、宮田涼太、五十嵐緑花、谷澤諒、川島達樹（可知→第3,4,6回-、谷澤→第3,7回、第4,5回はD、川島→第5回-、河崎・安井・橋本・宮田→第6回-、北原・白井・井上・李・立川・鈴木美・田中・佐々木・河野・斉藤・内藤・海藤・梅田・廣岡・小森・五十嵐→第7回）
- 制作進行（第4回-）：早川太（第7回）
- デスク：宮城知代
- AP：飯髙昌宏（第6回-、第2-5回はディレクター）、塚本和也、金子香、長谷川侑里、大谷真弓（塚本・金子・長谷川・大谷→第7回）
- チーフディレクター：大橋邦世、徳丸都、八重沢亮、柳沢英俊（大橋・徳丸→第5回-、八重沢→第6回-）
- ディレクター：木下仁志（第1-5,7回）、飯塚翔（第7回）、池田修大（第4,7回、第1回は演出補）、齋藤健太（第7回）、池田翔（第6回-）、飯塚淳一（第1-3,5,7回）、竹内誠（第7回）、遠藤寿寛（第2回-）、林真央（第4回-）、輿石孝宏（第7回）、石川直志（第2-5,7回）、長谷川孝（第1,3,5,7回）、坂田朋久（第7回、第6回は演出補）、小澤博之（第2,4回-）、高梨智子（第2回-）、桑山ゆうり（第1,4,7回）、中山健志（第2,7回）、鎌田優希（第6回-）、宮井優（第7回）、藤本直樹（第1,2,5回-）、湯尾俊太（第6回-）、夛田雅人（第6回-、第5回は演出補）、満尾晋介（第7回）、小玉悟（第7回）
- 演出：市川隆
- プロデューサー：大野伸（第7回）、酒井甚成（第6回-）、杉山直樹（第7回）、脇山浩一（第7回）/ 向山典子（第3回-）、増田泰洋（第2回-、第1回はチーフディレクター）、岡本雄樹（第6回-）、輿石将大（第4,6回-）、仲田竜馬（第5回-、第2,3回はAP）、阿河朋子、日下潤（日下→第5回-、第3回まではAP）、二瓶剛（第2回-）、名田雅哉、杉本純子（杉本→第3回-）、津田裕子（第5回-）、市川大作（第4回-、第3回まではディレクター）、武田幹治（第6回-、第5回はディレクター）
- チーフプロデューサー：向後淳（第7回、第2,3,6回はプロデューサー）、関健一（第6回-）、川邊昭宏（第7回）、今井田彩（第6回-）
- 制作総指揮：柴崎朋樹（第6回-）
- 制作協力：いまじん、AXON、Passion、えすと、ジッピー、ON SHORE INC、これから、キミーズアヘッド、ローリング、Office DA-NA（ジッピー→第1-4,6回、ON→第3回-、これから・ロー→第5回-、DA-NA→第6回-）
- 製作著作：日テレ

### 過去のスタッフ
- 構成：佐藤公彦（第6回まで）
- TM：江村多加司（第3回まで）
- SW：村松明（第1回）
- カメラ：日向野崇（第4回まで）、井出善彦（第5回）
- MIX：三石敏生（第1,4,5回）、池田正義（第2,3回）
- 調整：石山実（第1回）、八木一夫（第2回）
- 照明：内藤晋（第1回）、小笠原雅登（第2,6回）、粂野高央（第3回）、小川勉（第4回）
- 編集：橋本治（第1回）、小田健二（第1,4回）、斉藤良太（第1-3回）、宮島洋介（第2-5回）
- MA：兒子仁（第1回）、高山元（第3回）
- 美術：佐藤千穂（第3回まで）
- TK：石島加奈子（第6回まで）
- 検査協力（第6回）：ジェネシスヘルスケア（第6回）
- 技術協力：スタジオヴェルト（第1,2回）
- 編成：小島友行（第1回）
- 営業推進：夏目充博（第1回）
- 広報：柳沢典子（第1回）
- リサーチ：相川真紀（第1回）、高木洋志（第1,6回）、岡田智樹（第2回）、足柄翔太（第3回）、横山晋哉（第3-6回）、鈴木彰（第4回）、徳嵩優香（第5回）
- 演出補：渡邊文哉、笠原和貴/菅野竜一、齋藤麻都夏、長沼秀幸、西村政志、大塚太智、牧嵩洋（第1回）、北原康太郎、鈴木政彦（第1,2回）、杣俊輔、田中純平、福田和弘、平山璃菜、吉田香里奈、新城絵梨、和田良樹、伊坂力丸（第2回）、丸田哲也、田中雄大（第2,3回）、石井俊太郎、吉田純平、山崎由芽、杉山優美香、小林祐樹、神林直人、河合亮輔、増永光希、信時一輝、山口智教（第3回）、石橋里帆（第3,6回）、増田理紗、杉山玲奈、谷川美樹、齋藤直人、穴井仁、有働由理、植田良樹、長谷川智也、森田祥平、矢澤永吉、石澤弘希（第4回）、寺田健太、飯塚郁弥（第4,5回）、鈴木しおり、笹原魁人、有本聡、石田駿弥、武井彩恵、尾鷲裕介、新西加奈、照屋航大（第5回）、今成直人、武田恭平、大谷蓮（第5,6回）、正村芳樹、鈴木あかり、小林祐一、中村恭子、植木明日香、近藤優人（第6回）
- 制作進行（第4回-）：星野智絵（第4-6回）
- AP：林貴恵、本橋亜土、南里梨絵（第1回）、小笠原みさき（第1,3,4回）、松田彩（第2回、第1回は演出補）、矢嶋麻実（第4回まで）、永野博子（第4回）、三上由貴（第4,5回）、松本紗綾、山谷紅葉（第5回）、小黒みやこ、笹村啓太、田中元貴（全員→第6回）
- チーフディレクター：西川宏一（第1回）、土屋拓、服部一孝（第1-4回）、高橋雅昭（第2-5回）
- ディレクター：渡辺照生、川原大輔、陰山昇生/道下貴之、齋藤吉彦、白鳥秀明、長縄亮、二神新、小林淳一、河野一之、杉目小太郎、田島与真、内田雅行、伊村幸多朗、照井祐介、野村征司、高橋淳、鎌田泰子（第1回）、海老澤明子、谷口欽也（第1,2,4,6回）、阿多野淳（第1,3-6回）、曽我翔（第1,3,6回）、佐々木文恵（第1,5回）、北隼太郎、水野格、中山準士、東海林大介、辻啓之、栁舘俊（第2回）、杉本泰規、佐藤珠恵、清水洋（第1,2回）、英賀裕史（第1-3回）、坂谷侑子（第1,4回）、佐々竜太郎、伊田孝（第2,3回）、田中大輝（第2,3回、第1回は演出補）、志賀竜太、作井正浩、岐部広和、新井聡史、吉田稔、浦田裕貴（第3回）、古手川昌樹（第3-5回）、松井駿介（第3,5回）、渡邊翔、浜本勇士、村田欣也（第4回）、佐藤真吾、松谷夢々（第4,5回）、加納嗣大（第4-6回）、山﨑恵弘（第4-6回-、第3回は演出補）、平山晃一、三浦枝里香、鈴木大介、丸山太嘉志（第5回）、三木茜（第5,6回、第3回は演出補）、髙城健一郎（第6回、第3,4回はプロデューサー）、長谷川萌子、蒲竜太郎、金光豪、鈴木孝志、野口博志、福司龍太、喜多剛祐（第6回）
- 演出：川平秀二（第1回）
- プロデューサー：納富隆治、正田千瑞子、赤堀有一（第1回）、齋山嘉伸（第1-4回）、下村忠文（第2回、第1回は制作）、橋本敦（第3回まで）、中村洋介（第2,3回）、川添武明（第4回）、髙野子賢一（第4,5回）、石村修司（第5回）、森俊憲（第5,6回）、岩下英恵（第6回まで）/壇沙織、海野健史、柿本翼、伊藤ひろみ、石井博、村田聡子（第1回）、荻原伸之（第1-4,6回）、中村英雄（第2回）、近澤駿（第5回）、栄永英幸（第6回まで）
- 制作：三浦俊明（第1回）
- チーフプロデューサー：伊佐治健（第1,2回）、田中宏史（第1-3回）、松原正典（第1-4回）、佐藤圭一（第2回）、森田公三（第4回）、松岡至（第4,5回）、木戸弘士、糸井聖一（第5回）、富永有一（第5,6回、第1,2回はチーフディレクター、第3,4回はプロデューサー）、横田崇（第6回）
- 制作総指揮：山田克也（第3回、第1,2回はCP）、小谷野俊介（第4,5回、第2,3回はCP）
- 制作協力：オフィスて・ら（第1,2回）